# جون دبليو. هوستون
جون دبليو. هوستون (بالإنجليزية: John W. Houston) هو محامي وقاضي وسياسي أمريكي، ولد في 4 مايو 1814 في الولايات المتحدة، وتوفي في 26 أبريل 1896 في نفس البلد. حزبياً، نشط في حزب اليمين والحزب الديمقراطي. وقد انتخب عضو مجلس النواب الأمريكي.